# Hermann nemzetség

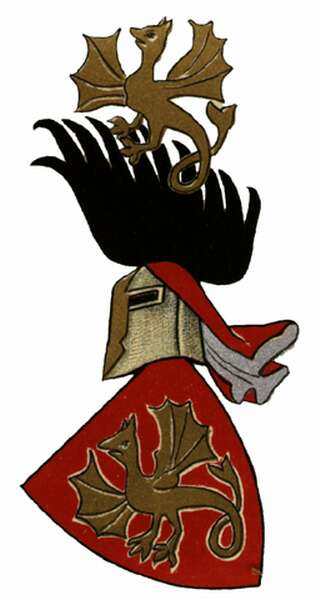
A Hermann nemzetség címere

A Hermann (Hermán, Hermány, Hermani) nemzetség évszázadokon át vezérlő férfiakat, harcosokat, egyházi személyeket adott Magyarországnak.

## Története
A nemzetség eredete a múlt ködébe vész, azonban Kézai Simon és a Képes krónika szerzője is tudni vélte, hogy a család Nürnbergből való és Gizella királynéval jöttek Magyarországra. Sajnos az írott dokumentumok hiánya miatt egyelőre lehetetlen feltérképezni a valóságot, de ahogyan több korábbi történész (pl. Fügedi Erik) is rámutatott, mindenképpen a Héder nemzetség előtt érkezett Hermann lovag, ugyanis szállásterületük beljebb fekszik az országban, mint a II. Géza király alatt érkező Héderé. Egyes kutatók a nürnbergi származással összefüggésben arra a következtetésre jutottak, hogy a család az ottani várgrófok nemzetségéből ered (Grafen von Raabs), ami elfogadható is lehet, hiszen mind a Hermann nemzetség, mind a Diepoldingerek (amelynek egy ága a v. Raabs grófok) címerállata a sárkány.
A Hermann nemzetségből származó személyekről a 13. század elejétől találunk adatokat. Már ekkor eléggé elterebélyesedett a nemzetség, hiszen Vas vármegyében több ággal rendelkeztek, a század első felében Mátyás szepesi prépost és testvérei  révén Zemplén vármegyében is birtokokhoz jutottak, de birtokaik voltak Hunyad vármegyében, ahol birtokaik közé tartozott többek között Alsó- és Felsőkajanel, Felpestes és Középtelek, Nándor és Ulm is. A nemzetség tagjai Hunyad megyében levő  Németi, Hosszú-liget, Kajántó, Kajánfő, Besen, valamint a Dévától délnyugatra fekvő Felpestes, Középtelek, Nándor és Őlyveság nevű falvakban levő birtokaikon 1329-ben osztoztak meg. Itteni birtokaikat a Laczkfy család utolsó tagjának kihaltával, 1426-ban Garai Miklós nádor kapta adományba. Makrai Péter és Felpestesi Péter azonban 1439-ben hosszú pereskedés után a Németiben, Felpestesen és Tamástelkén levő birtokrészeiket Garai Miklós nádortól visszanyerték. A nemzetségnek birtokai voltak még Arad és Közép-Szolnok vármegyében is.
Mátyás szepesi prépost, fivére, Antholeus comes, aki 1255-ben Meszes ura volt. Antholeus 1267-ben Szepes vármegyében nyert birtokokat a királytól és így e nemzetség többé nem szerepelt Zemplén vármegyében. 
Mátyás prépost testvéreinek utódai még 1387-ben is rendelkeztek elzálogosított Vas és Zala vármegyei birtokrészekkel (Ebergény és Telekes).
A 13. században a nemzetség kiemelkedő tagjai közé számított Mátyás szepesi prépost (1234-58) és Rubenus országbíró, erdélyi alvajda (1262-83) is. Kézai Simonnak a forrása is az udvarnál, illetve Erdélyben szorgoskodó Rubenus comes lehetett.
A következő évszázad második évtizedében tűnt fel Lampert csanádi ispán és országbíró, majd Lack (Laczk, László) székelyispán, akitől a Lackfi család ered. Ezen ág ősatyja talán Rubenus lehetett, hiszen ő volt az egyedüli, aki az ország keleti felében vállalt hivatalt, így a Lackfiakkal közeli rokon Felpestesi és Vízszentgyörgyi Makray család őse is ő.
A nemzetség az 1400-as évektől kezdve már nem töltött be jelentős szerepet, családjai kihaltak vagy elszegényedtek.
A nemzetség címerállata egy kiterjesztett szárnyú sárkány, mely némely ábrázolásban (pl. Lampert országbírónál) sziklán áll.

## A nemzetség fontosabb tagjai a 13-14. században
- Mátyás, szepesi prépost (1234-58)
- Rubenus, alvajda, országbíró (1262-83)
- Lampert, országbíró (1314-24)
- Laczk, székelyispán (1328-43)
- Lackfi István, több vármegye ispánja, királyi tanácsos, az első nápolyi hadjárat vezére, erdélyi vajda (1344-50), Horvát-Szlavón-Dalmát bán (1350-52.) Nápolyban tanúsított hűségéért adományt nyert Serra városára és a Milétói gróf birtokaira.
- Lackfi András, 1345-ben legyőzte a tatárokat, székelyispán, erdélyi vajda, nápolyi helytartó (1350-52.)
- Lackfi Dénes, zágrábi püspök (1349-50), kalocsai érsek (1355.)
- Mézesi Demeter, váradi püspök (1345-70)
- Lackfi Imre, 1369-1372 királyi főlovászmester, erdélyi vajda. 1372-1375. nádor, bolgár bán, horvát-szlavón bán, zadari kenéz.
- Lackfi II. István, horvát bán, vajda (1372-76),nádor (1387-92)
- Lackfi Erzsébet, első férje: Spytek z Melsztyna (†1399), második férje: Piaszt János, Münsterberg utolsó hercege.
- Lackfi Mária, Mircea havasalföldi vajda felesége.